# Esaedrite

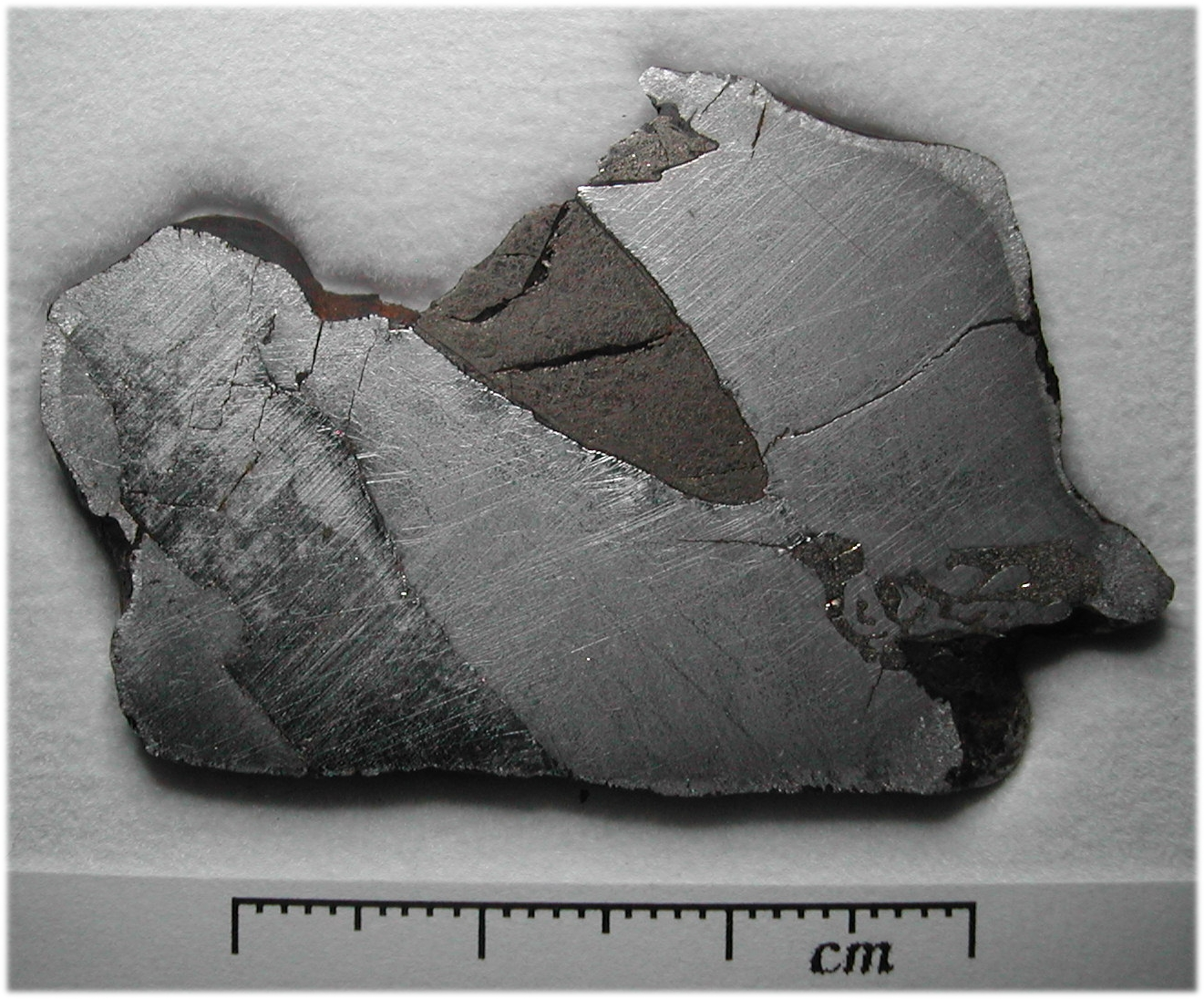
Linee di Neumann visibili all'interno di un cristallo di kamacite in un campione di Sikhote-Alin, una ottaedrite molto grezza punto di passaggio tra le ottaedriti e le esaedriti.

Le esaedriti sono un tipo di classificazione strutturale delle meteoriti ferrose caratterizzato da un contenuto nickel sempre inferiore al 5.8% e solo raramente inferiore al 5,3%.

## Struttura
Il nome deriva dall'esaedro, un solido geometrico caratterizzato da 6 facce. La struttura dei cristalli di kamacite è infatti cubica.
Trattando con acido la superficie lucidata di una esaedrite non appaiono le bande di Widmanstätten come nelle ottaedriti, mentre spesso diventano visibili le linee di Neumann.